# Joan de Courcy
Joan de Courcy va ser un senyor anglo-normand del segle xii que, cap al 1176 va dirigir a l'aristocràcia anglonormanda cap a Irlanda, i van situar el seu principat prop de la ciutat d'Ulster. Van assegurar el seu poder mitjançat un règim feudal, castells de fusta sobre motes de pedra i l'assentament urbà. Va fer construir el Castell Quintin. Tot i ser un senyor, i no un rei, va arribar a encunyar moneda i va rebre el nom de "príncep del regne d'Ulster", doncs en l'Edat Mitjana, el terme regne no significava un territori governat per un rei, sinó un territori de gran extensió el governant del qual té gran prestigi i honor.